# Club Deportivo Corralejo (1975-2004)
El Club Deportivo Corralejo fue un club de fútbol de Corralejo (localidad de La Oliva, en la zona norte de Fuerteventura). Fue fundado en 1975 y desapareció en 2004 tras fusionarse con el CD Fuerteventura creando así la Unión Deportiva Fuerteventura.

## Historia
El Club Deportivo Corralejo fue fundado en 1975, y tras doce años llegó a Tercera División. Su primera aparición en dicha categoría fue en la temporada 87/88 en la que quedó décimo. Tras siete años en Tercera y tres fases de ascenso disputadas, el Corralejo consiguió ascender a la Segunda División B, convirtiéndose en el primer equipo de a isla de Fuerteventura. Esa misma campaña desciende al grupo canario de tercera al quedar en la posición 19.º. Pero tras siete años seguidos en tercera, el Corralejo asciende nuevamente a la liga de bronce del fútbol español. En esta nueva aventura por la tercera categoría del fútbol español el Corralejo permanece dos temporadas en la división antes de fusionarse con el C.D.Fuerteventura.
En 2004 el Club Deportivo Fuerteventura y el Club Deportivo Corralejo se fusionaron para formar Unión Deportiva Fuerteventura.

## Uniforme
- Uniforme titular: Camiseta naranja, pantalón negro y medias negras.
- Uniforme alternativo: camiseta azul oscuro, pantalón negro y medias negras.

## Escudo
En el escudo se puede ver una vista del islote de Lobos desde las dunas de Corralejo, con un balón de fútbol en la arena amarilla de las dunas y un velero en el mar. En la parte superior hay una corona con siete puntas.

## Temporadas
| Temporada | División      | Posición | Copa del Rey |
| --------- | ------------- | -------- | ------------ |
| 1986/87   | Preferente    | 3º       |              |
| 1987/88   | 3.ª División  | 10º      |              |
| 1988/89   | 3.ª División  | 6.º      |              |
| 1989/90   | 3.ª División  | 2.º      |              |
| 1990/91   | 3.ª División  | 3º       |              |
| 1991/92   | 3.ª División  | 12º      |              |
| 1992/93   | 3.ª División  | 7º       |              |
| 1993/94   | 3.ª División  | 2.º      |              |
| 1994/95   | 2.ªDivisión B | 19º      |              |
| 1995/96   | 3.ª División  | 1º       |              |
| 1996/97   | 3.ª División  | 5º       |              |
| 1997/98   | 3.ª División  | 2.º      |              |
| 1998/99   | 3.ª División  | 6.º      |              |
| 1999/00   | 3.ª División  | 6.º      |              |
| 2000/01   | 3.ª División  | 6.º      |              |
| 2001/02   | 3.ª División  | 1º       |              |
| 2002/03   | 2.ªDivisión B | 15º      |              |
| 2003/04   | 2.ªDivisión B | 14º      |              |

### Datos del Club
- Temporadas en 2ª División B: 3
- Temporadas en 3ªDivisión: 14
- Temporadas en Preferente: 1
- Temporadas en 1ªRegional: 0
- Temporadas en 2ªRegional: 0

## Palmarés

### Trofeos Nacionales
3.ª División: (2) 1995-96, 2001-02

### Trofeos Regionales
Copa R.F.E.F. (Fase Autonómica de Canarias): (2) 1995-96, 1997-98

### Trofeos Amistosos
- Torneo de San Ginés: (1) 1992

## Estadio
El club disputa sus partidos en el Estadio Vicente Carreño que cuenta con una capacidad de 2000 espectadores aproximadamente.